# توشيو ساكاي
توشيو ساكاي (باليابانية: 酒井淑夫؛ بالكانا: さかい　としお) هو مصور وصحفي ياباني، ولد في 31 مارس 1940 في طوكيو في اليابان، وتوفي في 21 نوفمبر 1999 في كاماكورا في اليابان.